# Чемпионат мира по настольному теннису среди команд 2000
Чемпионат мира по настольному теннису среди команд 2000 года изначально должен был пройти с 26 апреля по 9 мая в Белграде (Югославия) в рамках Чемпионата мира по настольному теннису 1999 года. Однако бомбардировки Югославии силами НАТО сделали проведение чемпионата по запланированной схеме невозможным, и поэтому личное первенство было проведено в Эйндховене (Нидерланды) со 2 по 8 августа 1999 года, а командные соревнования состоялись с 19 по 26 февраля 2000 года в Куала-Лумпур (Малайзия).

## Медали

### Медалисты
| Разряд  | Золото                                                                         | Серебро                                                                 | Бронза                                                                                 |
| ------- | ------------------------------------------------------------------------------ | ----------------------------------------------------------------------- | -------------------------------------------------------------------------------------- |
| Мужчины | Швеция · Fredrik Hakansson · Peter Karlsson · Йорген Перссон · Ян-Уве Вальднер | Китай · Ван Лицинь · Ма Линь · Кун Линхуэй · Лю Голян · Liu Guozheng    | Италия · Umberto Giardina · Massimiliano Mondello · Valentino Piacentini · Yang Min    |
| Мужчины | Швеция · Fredrik Hakansson · Peter Karlsson · Йорген Перссон · Ян-Уве Вальднер | Китай · Ван Лицинь · Ма Линь · Кун Линхуэй · Лю Голян · Liu Guozheng    | Япония · Сэйко Исэки · Кодзи Мацусита · Hiroshi Shibutani · Toshio Tasaki · Ryo Yuzawa |
| Женщины | Китай · Чжан Инин · Ван Нань · Li Ju · Sun Jin · Wang Hui                      | Китайский Тайбэй Чэнь Цзин Lu Yun-feng Pan Li-chun Tsui Hsiu-li Xu Jing | Республика Корея · Ким Му Гё · Lee Eun-sil · Пак Хэ Джон · Ю Джи Хе · Suk Eun-Mi       |
| Женщины | Китай · Чжан Инин · Ван Нань · Li Ju · Sun Jin · Wang Hui                      | Китайский Тайбэй Чэнь Цзин Lu Yun-feng Pan Li-chun Tsui Hsiu-li Xu Jing | Румыния · Otilia Bădescu · Ana Gogorita · Antonela Manac · Mihaela Steff               |